# Crypta
Crypta é uma banda brasileira de death metal formada em São Paulo, no ano de 2019.
Conta com as ex-integrantes da banda de thrash metal Nervosa , Fernanda Lira (baixo , vocal) , Luana Dametto (bateria), e a guitarrista Tainá Bergamaschi, com uma vaga para guitarra solo em aberto, no momento ocupada por Helena Nagagata, após a saída de Jéssica Di Falchi.

## Carreira
Em 25 de abril de 2020, após desgastes na relação profissional, Fernanda Lira e Luana Dametto saem da banda Nervosa. No mês seguinte, no dia 20 de maio, anunciam que montaram uma banda de death metal, estilo com que elas se identificam mais, chamada Crypta. Completam a banda Tainá Bergamaschi (ex-Hagbard) e a holandesa Sonia Anubis (ex-Burning Witches, Cobra Spell). Apesar do anuncio, a banda já vinha se formando desde um ano antes (junho de 2019).
Em 16 de junho de 2020, a gravadora Napalm Records anuncia que lançará o álbum de estreia da banda. O primeiro single e videoclipe lançado foi da música "From The Ashes", sobre a conhecida história da fênix.
A banda gravou seu primeiro trabalho no estúdio Family Mob, de Jean Dolabella (Ego Kill Talent, ex-Sepultura) e Estevam Romera (também fotógrafo). O álbum de estreia, chamado Echoes of the Soul, foi lançado no dia 11 de junho de 2021. Foi mixado por Arthur Rizk (Code Orange, Powertrip) e masterizado pelo famoso Jens Bogren (Opeth, Dimmu Borgir, Sepultura). A arte da capa foi criada por Wes Benscoter, que é famoso internacionalmente por suas capas impressionantes de bandas como Slayer, Kreator, Black Sabbath e muitas outras.
Em 5 de abril de 2022, através de suas redes sociais, a banda e a guitarrista Sonia Anubis anunciaram que estão se separando. A musicista seguirá em frente com o Cobra Spell, sua outra banda, formada na Holanda, e deixou a Crypta de forma amigável. Em 13 de abril do mesmo ano, a banda anuncia que Jéssica di Falchi seria a guitarrista das próximas turnês.
Entre os meses de maio e julho de 2022, a banda fez uma turnê pela América Latina, incluindo 17 datas pelo Brasil, em estados diferentes. Em 5 de agosto do mesmo ano, a banda tocou naquele que é considerado o maior festival de metal do mundo, Wacken Open Air. No dia 2 de setembro, a banda se apresentou no festival Rock in Rio, abrindo o palco Supernova.
Em 5 de outubro de 2022, a banda anunciou que Jéssica di Falchi é oficialmente a nova guitarrista efetiva da Crypta e que um novo álbum será gravado e lançado em 2023.
Em 31 de março de 2023, a banda fez um concerto em Belvidere, Illinois. Minutos após o fim de sua apresentação, um tornado de categoria F1 atingiu a casa de shows, derrubando o teto na plateia, ocasionando na morte de uma pessoa e em pelo menos 40 feridos. No mês seguinte, a banda se apresentou no Summer Breeze Festival, em São Paulo.
Em 4 de agosto de 2023, a banda lança seu segundo álbum Shades of Sorrow. No mesmo mês, com este trabalho, a banda entra pela primeira vez nas paradas dos Estados Unidos. O disco foi escolhido pela Associação Paulista de Críticos de Arte como um dos 50 melhores álbuns nacionais de 2023.
Em 10 de março de 2025, Dia Mundial do Guitarrista, a banda anunciou a saída da guitarrista Jéssica Di Falchi, em comum acordo entre as partes, e reforçou que os projetos da banda bem como a agenda em andamento não seriam afetados.

## Integrantes

### Formação atual
- Fernanda Lira – baixo, vocal (2019 - presente)
- Luana Dametto – bateria (2019 - presente)
- Tainá Bergamaschi – guitarra rítmica (2020 - presente)

### Ex-integrantes
- Sonia Anubis – guitarra solo (2019 - 2022)
- Jéssica Di Falchi - guitarra solo (2022 - 2025)

## Discografia

### Singles
- Starvation (2021)
- I Resign (2022)
- Lord of Ruins (2023)

### Álbuns
- Echoes of the Soul (2021)
- Shades of Sorrow (2023)